# Oskar Koller
Oskar Koller (* 16. Oktober 1925 in Erlangen; † 17. Mai 2004 in Fürth) war ein deutscher Maler und Grafiker.

## Leben
Oskar Koller wurde 1925 in Erlangen geboren. Seine Mutter stammte aus dem oberpfälzischen Kallmünz. Nach einer kaufmännischen Lehre besuchte Koller ab 1947 die damalige Berufsoberschule (heutige FH für Design) Nürnberg. Er wurde unterrichtet in Farbenlehre und Zeichnen. Nach einigen Studienreisen u. a. nach Italien, Österreich, Frankreich heiratete er 1954 seine Frau Jolande. Bis 1959 studierte er an der Akademie der Bildenden Künste Nürnberg und war dort Meisterschüler Hermann Wilhelms.
An die Akademie kehrte er 1985/1986 als Gastprofessor zurück. 1957 hatte Koller ein Stipendium des DAAD Bonn in Paris. Dort kam es zur ersten Konfrontation mit abstrakten Tendenzen, und er begann, seine ersten abstrakten Bilder zu malen.
Oskar Koller: „Mit der Zeit fand ich eine eigene Handschrift. Ich erkannte, je präziser und klarer ich meine gestalterischen Mittel einsetzte, desto stärker wurden meine Bilder. Trotzdem ist jedes neue Bild für mich eine Herausforderung zur künstlerischen Weiterentwicklung. Dies war für mich ein Weg in kleinen Schritten. Je mehr ich die malerischen Mittel beherrschte, desto freier und kühner konnte ich mich ausdrücken, was nicht zuletzt die Früchte des Alters sichtbar machen.“
Vor allem die Aquarelle machten ihn über seine Heimat hinaus bekannt. Seine bevorzugten Motive waren Landschaften, Blumen, Bäume und besonders die Menschen.
Seit 1959 arbeitete Koller als freischaffender Künstler mit zahlreichen Einzelausstellungen im In- und Ausland. Seine Arbeit wurde mit Auszeichnungen und Preisen gewürdigt. Viele Buchveröffentlichungen, Kalender und TV-Reportagen haben ihn einer breiten Öffentlichkeit bekannt gemacht. In Nürnberg war er Mitglied der Künstlergruppe „Der Kreis“ mit Zugang zur „Kreisgalerie“ gegenüber dem Germanischen Nationalmuseum.
1993 stellte er im Kunstverein Ingolstadt aus. Im Jahr 2002 gründete er eine Stiftung, damit sein Lebenswerk „erhalten und der Öffentlichkeit zugänglich bleibt“. Knapp 3000 Bilder übergab er an die Stiftung.
Postum fanden große Ausstellungen statt im Kunsthaus Nürnberg 2004, 2005 im Museum für Moderne Kunst in Skopje/Mazedonien, in der Kunst Galerie Fürth und auf der Insel Mainau.

## Ausstellungen

### Retrospektive zum 80. Geburtstag in der kunst galerie fürth
Vom 9. September bis zum 23. Oktober 2005 zeigte die städtische Kunst Galerie Fürth eine Retrospektive mit 47 Arbeiten zu den Themen Baum, Mensch (speziell zum Thema Tanz) und Haus/kubische Architektur, letzteres in Collagetechnik. Diese drei Themen lagen Oskar Koller zeitlebens besonders am Herzen. So formulierte er bereits 1976: „Durch Freude am Malen wurde ich zum Maler. Ich spürte die Luft, sah die Bäume, die Menschen, die Häuser. An ihren Formen übte ich.“ Die Analogie zwischen Bäumen/Baumstämmen und Figuren- bzw. Menschenbildern betonte er gerne. Den bisweilen heiter-barocken Baumbildern in Acryl auf Leinwand oder auf Aluminiumplatte waren solche in Acryl auf Papier in Schwarzweiß gegenübergestellt, darunter Blätter aus der allerletzten Schaffenszeit, dem Januar 2004. Die Ausstellung sollte einen Beitrag dazu leisten, Oskar Koller nicht nur als Blumenmaler zu sehen, sondern in seiner Vielseitigkeit. Zu sehen war auch eine Auswahl an Collagen aus verschiedenen Jahrzehnten, die zum Teil bis zur völligen Abstraktion getrieben sind.

### Gedenkausstellung zum 80. Geburtstag auf der Insel Mainau
Vom 23. September bis zum 30. Oktober 2005 zeigte das Europäische Kulturforum Mainau e. V. in Zusammenarbeit mit der Familie Koller und der Galerie Springmann, Freiburg, in Schloss Mainau eine Auswahl der schönsten Aquarelle aus dem Nachlass Oskar Kollers. Zum Anlass dieser Ausstellung veröffentlichte der Prestel-Verlag das Buch Oskar Koller – Der Aquarellist. Herausgeber war Herbert Koller, Sohn von Oskar Koller, selbst Künstler und ehemaliger Meisterschüler von Günther Uecker.

## Auszeichnungen
- 1956: Förder-Preis der Stadt Nürnberg
- 1983: Kulturpreis der Stadt Erlangen
- 1987: Internationaler Senefelder Preis
- 1994: Friedrich-Baur-Preis
- 1996: Kunstpreis der Nürnberger Nachrichten
- 1997: Medaille PRO MERITIS
- 2002: Wolfram-von-Eschenbach-Preis
- 2005 posthum: Ehrenpreis der Nürnberger Nachrichten

## Werke in öffentlichen Sammlungen
- Bayerische Staatsgemäldesammlungen, München
- Städtische Sammlung Nürnberg, Erlangen, Ulm, Reutlingen, Herford, Hannover, Bietigheim, Würzburg Landesmuseum, Oldenburg
- Kunstsammlungen der Veste Coburg
- Städtische Galerie Erlangen (druckgrafisches Werk)
- Niederreuther Stiftung, Haus der Kunst, München
- Germanisches Nationalmuseum, Nürnberg
- Albertina, Wien
- Kupferstichkabinett, Dresden
- Oskar-Koller-Museum, Kallmünz (2007–2013)